# Archieparquía de Sidón de los melquitas
La archieparquía de Sidón de los melquitas o de Sidón y Deir el Qamar (en latín: Archieparchia Sidoniensis Graecorum Melkitarum y en árabe: أبرشية صيدا للروم الملكيين الكاثوليك‎) es una circunscripción eclesiástica de la Iglesia católica en Líbano. Se trata de una archieparquía greco-melquita católica, sufragánea de la archieparquía de Tiro de los melquitas. Desde el 11 de octubre de 2006 su archieparca es Elie Bechara Haddad, de la Orden basiliana del Santísimo Salvador.

## Territorio y organización
La archieparquía tiene 1300 km² y extiende su jurisdicción sobre los fieles de rito bizantino greco-melquita residentes en los distritos de Sidón y Jezzine de la gobernación de Líbano Sur y la parte al sur del río Damour del distrito de Chouf de la gobernación del Monte Líbano. Limita al este con Maasser el Chouf y la cresta de la montaña Baruk, al norte con Ain Zhalta y el río Damur, al sur con Nabatiyeh y el río Zahrani, al oeste con el mar Mediterráneo. La archieparquía está dentro del territorio propio del patriarcado de Antioquía de los melquitas.
La sede de la archieparquía se encuentra en la ciudad de Sidón, en donde se halla la Catedral de San Nicolás.
En 2020 en la archieparquía existían 63 parroquias.

## Historia
Sidón era el sitio de una antigua comunidad cristiana, que se remonta a los albores del cristianismo. En el Nuevo Testamento, en el Evangelio de Mateo (Mt 15: 21-28) se informa: «Desde allí, Jesús se retiró a la región de Tiro y Sidón» y en el Evangelio de Marcos (Mc 7: 31): «Jesús dejó la región de Tiro y vino a través de Sidón al Mar de Galilea en medio de las costas de Decápolis». Sobre el arresto y encarcelamiento de Pablo de Tarso, en los Hechos de los Apóstoles (Hechos 27.3): «Al día siguiente tocamos a Sidón, y Julio trató a Pablo como benevolente, le permitió ir con sus amigos y buscar atención». Pronto se formó una comunidad cristiana en Sidón, que fue visitada por Pablo de Tarso (Hechos de los Apóstoles 27,3) en su último viaje a Roma; según una pseudoepístola de Clemente de Roma, se dice que san Pablo consagró al primer obispo de Sidón.
Sidón fue una antigua sede episcopal de la provincia romana de Fenicia Primera en la diócesis civil del Oriente. Era parte del patriarcado de Antioquía y fue sufragánea de la arquidiócesis de Tiro, como se evidencia por una Notitiae episcopatuum del siglo VI.
Michel Le Quien atribuye ocho obispos a esta antigua diócesis. El primero es san Zenobio, que sufrió el martirio en tiempos del emperador Diocleciano; el martirologio romano (29 de octubre), sin embargo, lo recuerda como presbítero y no como obispo. La presencia del obispo Teodoro en el Concilio de Nicea I en 325 está históricamente atestiguada. Este obispo fue precedido o sucedido por el obispo Amfione. Pablo I participó en el Concilio de Constantinopla I en 381. Damián participó en el concilio convocado en Antioquía en 445 para juzgar la obra de Atanasio de Perre y participó en el Concilio de Calcedonia en 451. Megas suscribió en 458 la carta de los obispos de Fenicia Prima al emperador León tras la muerte de Proterio de Alejandría. Andrés participó en el concilio provincial, presidido por el metropolitano Epifanio de Tiro el 16 de septiembre de 518, contra Severo de Antioquía y el partido monofisita, y firmó la carta sinodal. Finalmente, el obispo Pablo II, que vivió los primeros años de la ocupación árabe de Sidón y fue autor de obras a favor de la religión cristiana.
En el período de las Cruzadas fue la sede de una diócesis de rito latino sufragánea de la arquidiócesis latina de Tiro y sometida al patriarcado latino de Jerusalén. Solo a partir de 770 se recuperó la vida de la comunidad cristiana de Sidón, mencionándose la muerte del obispo Pablo de Antioquía. Con la conquista en 1291 por los mamelucos del último bastión de los cruzados en Acre, la comunidad cristiana en Sidón desapareció en gran medida de allí. Después de la llegada de Fakhr al-dîn el Grande, gobernador de Chouf y del Sur, los cristianos llegaron en número creciente desde el norte del Líbano, Damasco y Haurán y pronto formaron una gran comunidad.
La reconstrucción de las comunidades cristianas en Sidón y sus alrededores comenzó nuevamente y en 1604 se produjo la elección de Ignacio Houtiyeh como obispo de Tiro y Sidón, quien fue consagrado por el patriarca de Antioquía Joaquín. Desde esa fecha la cadena de obispos se mantiene ininterrumpidamente. 
Desde 1683 hay obispos melquitas en comunión con la Santa Sede. Efthymios Saïfi fue el primer eparca católico, fundador de la Orden Basiliana del Santísimo Salvador de los melquitas.
Inicialmente se unió con la archieparquía de Tiro. Las dos sedes se separaron a mediados del siglo XVIII (circa 1752).
El 18 de noviembre de 1964 la eparquía fue elevada al rango de archieparquía.
La archieparquía sufrió graves disturbios durante la guerra civil libanesa (1975-1991). El 90% de sus fieles fueron desarraigados por completo de sus aldeas, en varias oleadas, de 1982 a 1986 y se refugiaron en la región de Beirut o en la zona fronteriza del sur. Algunos emigraron a Canadá, Australia y otros lugares. Sólo se salvaron las parroquias de: Jezzine, Kfarhouné, Roum, Qaitoulé, Aanane, Qtalé, Deir-el-Kamar, Nabatiyé y Barty.
El 27 de enero de 2007 el papa otorgó su consentimiento a la elección, realizada canónicamente por el sínodo de la Iglesia católica greco-melquita el 11 de octubre de 2006, de Elie Haddad, B.S., como archieparca de Sidón de los greco-melquitas.

## Estadísticas
Según el Anuario Pontificio 2021 la archieparquía tenía a fines de 2020 un total de 45 000 fieles bautizados.
| Año                                                                             | Población            | Población | Población      | Sacerdotes | Sacerdotes    | Sacerdotes    | Bautizados por sacerdote | Diáconos permanentes | Religiosos | Religiosos | Parroquias |
| Año                                                                             | Bautizados católicos | Total     | % de católicos | Total      | Clero secular | Clero regular | Bautizados por sacerdote | Diáconos permanentes | Varones    | Mujeres    | Parroquias |
| ------------------------------------------------------------------------------- | -------------------- | --------- | -------------- | ---------- | ------------- | ------------- | ------------------------ | -------------------- | ---------- | ---------- | ---------- |
| 1950                                                                            | 16 000               | ?         | ?              | 25         | 13            | 12            | 640                      |                      | 95         | 47         | 58         |
| 1970                                                                            | 26 000               | 200 000   | 13.0           | 109        | 14            | 95            | 238                      |                      | 96         |            | 56         |
| 1980                                                                            | 37 250               | ?         | ?              | 25         | 11            | 14            | 1490                     |                      | 23         |            | 52         |
| 1990                                                                            | 8500                 | ?         | ?              | 12         | 8             | 4             | 708                      |                      | 4          | 5          | 25         |
| 1999                                                                            | 25 000               | ?         | ?              | 30         | 12            | 18            | 833                      |                      | 18         | 25         | 50         |
| 2000                                                                            | 25 000               | ?         | ?              | 32         | 14            | 18            | 781                      |                      | 18         | 25         | 41         |
| 2001                                                                            | 25 000               | ?         | ?              | 31         | 13            | 18            | 806                      |                      | 18         | 28         | 50         |
| 2002                                                                            | 25 000               | ?         | ?              | 35         | 15            | 20            | 714                      |                      | 20         | 30         | 50         |
| 2003                                                                            | 26 000               | ?         | ?              | 42         | 22            | 20            | 619                      |                      | 53         | 33         | 50         |
| 2004                                                                            | 27 000               | ?         | ?              | 42         | 22            | 20            | 642                      |                      | 59         | 35         | 50         |
| 2009                                                                            | 28 000               | ?         | ?              | 40         | 20            | 20            | 700                      |                      | 39         | 42         | 53         |
| 2010                                                                            | 32 000               | ?         | ?              | 45         | 25            | 20            | 711                      |                      | 49         | 44         | 53         |
| 2014                                                                            | 42 000               | ?         | ?              | 34         | 27            | 7             | 1235                     |                      | 14         | 60         | 63         |
| 2017                                                                            | 44 500               | ?         | ?              | 43         | 36            | 7             | 1034                     |                      | 14         | 9          | 63         |
| 2020                                                                            | 45 000               | ?         | ?              | 43         | 36            | 7             | 1046                     |                      | 14         | 9          | 63         |
| Fuente: Catholic-Hierarchy, que a su vez toma los datos del Anuario Pontificio. |                      |           |                |            |               |               |                          |                      |            |            |            |

## Episcopologio

### Obispos de la sede antigua
- San Zenobio? † (en la época de Diocleciano)
- Teodoro † (mencionado en 325)
- Amfione †
- Pablo I † (mencionado en 381)
- Damiano † (antes de 445-después de 451)
- Megas † (mencionado en 458)
- Andrés † (mencionado en 518)
- Pablo de Antioquía † (?-circa 770)[5]

### Obispos de la sede actual
- Euthymios Michael Saifi † (1683-8 de octubre de 1723 falleció)
- Ignatius El Beyrouthy † (1724-1752 renunció)
- Basilios Jelghaf † (1755-23 de julio de 1764 nombrado eparca de Beirut)[6]
- Michel (Athanasios) Jawhar, B.S. † (1764-30 de marzo de 1789 confirmado patriarca de Antioquía)
  - Sede vacante (1789-1795)
- Agapios Matar, B.S. † (1795-24 de julio de 1797 confirmado patriarca de Antioquía)
- Gabriel (Athanase) Matar, B.S. † (1800-14 agosto 1813 elegido patriarca de Antioquía)
  - Sede vacante (1813-1822)
- Helias (Basilios) Khalil † (2 de febrero de 1822 consagrado-20 de julio de 1836 falleció)
- Theodose Qayyoumgi † (20 de diciembre de 1836 consagrado-1886 falleció)
- Basilios Haggiar, B.S. † (16 de junio de 1887-16 de febrero de 1916 falleció)
- Atanasio Khoriaty, B.S. † (14 de marzo de 1920-24 de enero de 1931 falleció)
- Gabriele (Nicola) Nabaa, B.S. † (22 de noviembre de 1931-15 de diciembre de 1946 falleció)
- Basilios Khoury, B.S. † (15 de marzo de 1947-25 de agosto de 1977 retirado)[nota 2])
- Michel Hakim, B.S. (25 de agosto de 1977-13 de octubre de 1980 nombrado exarca apostólico del Canadá)
- Ignace Raad † (9 de septiembre de 1981-18 de septiembre de 1985 renunció)
- Georges Ibrahim Kwaïter, B.S. † (23 de julio de 1987-9 de octubre de 2006 retirado)
- Elie Bechara Haddad, B.S., desde el 11 de octubre de 2006